# 11 puntos en el Néguev

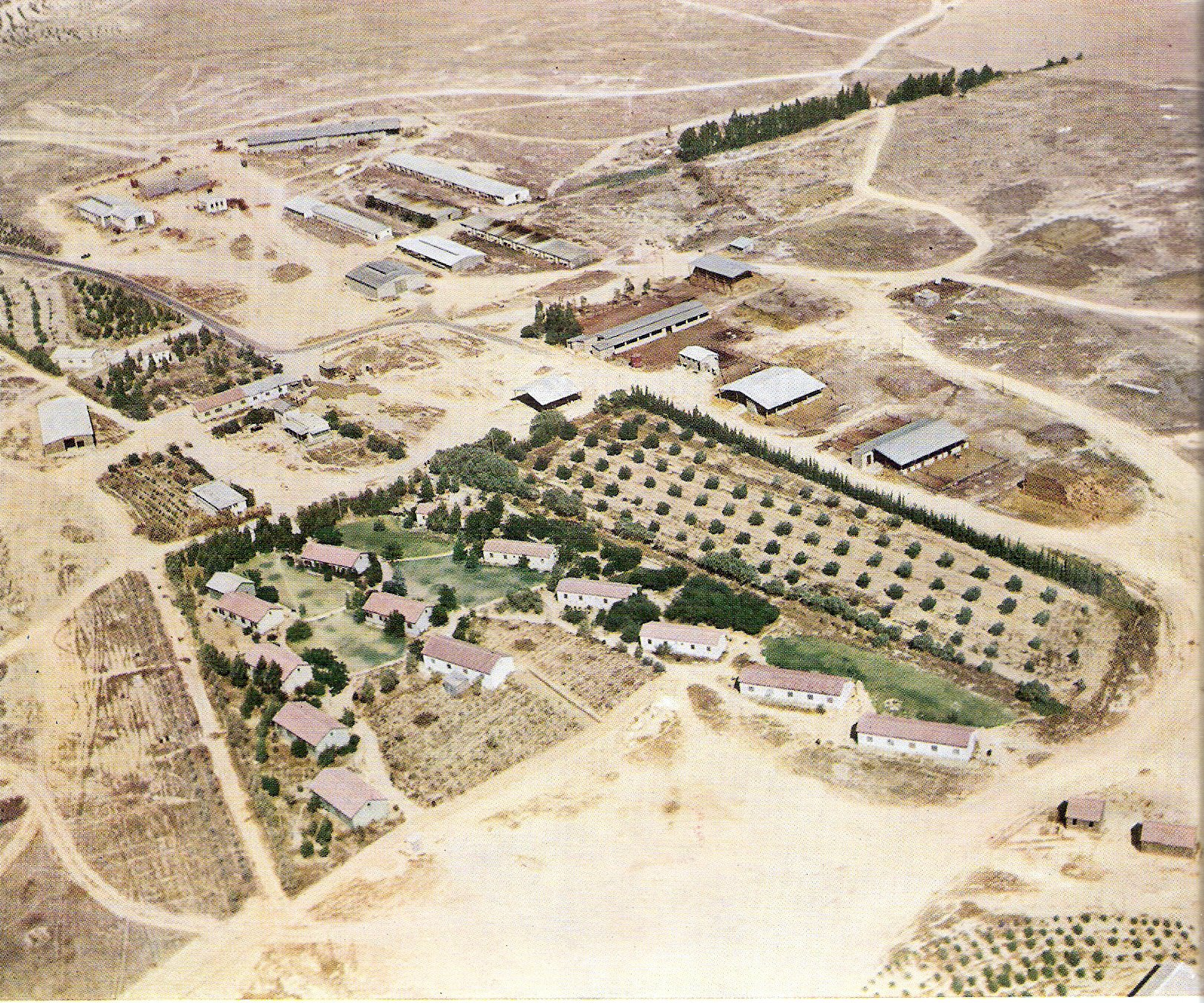
Vista aérea de Hatzerim, 1958.

Los 11 puntos en el Néguev (en hebreo: הנקודות 11‎, 11 HaNekudot) se refieren a un plan de la Agencia Judía para el establecimiento de once asentamientos en el Néguev en 1946, antes de la creación del Estado de Israel.

## Historia
Un plan para establecer once «puntos» de asentamientos judíos en el Néguev fue ideado con el fin de garantizar una presencia judía en la zona anterior a la partición de Palestina. Esto siguió a la publicación de la propuesta de partición Morrison-Grady, en la que el Néguev fue excluido del estado judío y los asentamiento allí estarían prohibidos. En conjunto, el Fondo Nacional Judío, la Agencia Judía, la Haganá y la compañía de agua Mekorot pusieron en marcha una plan para establecerse en el Néguev y esperar conservarlo como parte de un estado judío.
En la noche del 5-6 de octubre, después del ayuno de Yom Kipur, los colonizadores, incluidos miembros del kibutz Ruhama y Gvulot, instalaron campamentos en once lugares predeterminados en el Néguev.
Los once asentamientos eran:
- Be'eri
- Gal On
- Hatzerim
- Kedma
- Kfar Darom
- Mishmar HaNegev
- Nevatim
- Nirim
- Shoval
- Tkuma
- Urim

## Legado y conmemoración
Hoy en día, un museo de conmeración a los once puntos se encuentra en Revivim. En 1996, Israel lanzó un sello postal celebrando el quincuagésimo aniversario de sus asentamientos.